# Herpomyces chaetophilus
Herpomyces chaetophilus är en svampart som beskrevs av Thaxt. 1903. Herpomyces chaetophilus ingår i släktet Herpomyces och familjen Herpomycetaceae.   Inga underarter finns listade i Catalogue of Life.